# Astragalus brachystachys
Astragalus brachystachys es una  especie de planta herbácea perteneciente a la familia de las leguminosas. Es originaria de Asia y Próximo Oriente
Es una planta herbácea perennifolia, originaria de Irán, Irak, Israel, Jordania, Siria y Turquía. 

## Taxonomía
Astragalus brachystachys fue descrita por Augustin Pyrame de Candolle y publicado en Prodromus Systematis Naturalis Regni Vegetabilis 2: 303. 1825.
Etimología
Astragalus: nombre genérico derivado del griego clásico άστράγαλος y luego del Latín astrăgălus aplicado ya en la antigüedad, entre otras cosas, a algunas plantas de la familia Fabaceae, debido a la forma cúbica de sus semillas parecidas a un hueso del pie.
brachystachys: epíteto latíno que significa  "con rayos cortos".
Sinonimia
- Astragalus aaronsohnianus Eig
- Astragalus ascophorus Fisch.
- Astragalus baibakht Eig
- Astragalus brachystachys var. argentatus Eig
- Astragalus dinsmorei Mouterde
- Astragalus maaratensis Eig
- Astragalus pinetorum var. drusorum Eig
- Astragalus selemiensis Mouterde